# چامپینو
چامپینو (به ایتالیایی: Ciampino) یک کومونه در ایتالیا است که در استان رم واقع شده‌است.

## خصوصیات
چامپینو ۱۱ کیلومترمربع مساحت و ۳۸٬۲۶۲ نفر جمعیت دارد و ۱۲۴ متر بالاتر از سطح دریا واقع شده‌است.